# Jan Šoch
Jan Šoch (* 1798, Nuzice nedaleko Bechyně – † 1867) byl zedník a lidový umělec.
Mistr selských staveb zedník Jan Šoch žil v Zálší a v širším okolí stavěl a tvořil převážně štítové plastiky sýpek i obytných stavení (obce Komárov, Mažice, Zálší a místní část Klečaty, Borkovice). Čerpal ze zkušeností z barokních staveb ve Vídni, ale vše přizpůsoboval osobitému vkusu a lidové tradici jednotné blatské vesnice. Zejména motivy monstrancí, křížků, čtyřlístků a kvítků, ozubených koleček a srdíček dodnes dokazují, jak nejen Jan Šoch, ale i jiní lidoví umělci respektovali výrazově ušlechtilý ráz Blatska.
V práci mistra Jana Šocha pokračoval jeho syn František (* 1828 – † 1874).
Dodnes (r. 2007) se můžeme podívat na některé jejich stavby (z roku):
- Záluží (Vesnická památková rezervace-VPR), patrová sýpka (1861) u domu č.8
- Vlastiboř (VPR), sýpka (1834) u statku č.39;
- Komárov (VPR), selskobarokní statek č. 8 (1861); patrová sýpka u č. 10 (1837)
- Klečaty (VPR), usedlost č. 6 se dvěma sýpkam (1861) a usedlost č. 2 (1855)
- Zálší (VPR), statek č. 40 (1856) a patrová sýpka (1857) u č. 3
- Mažice (VPR), sýpka (1859) u statku č. 10